# Wibault 74
Le Wibault 74 est un avion militaire de l'entre-deux-guerres monoplace, conçu par la société des avions Michel Wibault, et qui servit comme avion de chasse dans l'aéronautique navale française. Il est dérivé du Wibault 72 basé à terre.

## Conception
Lors de l'entrée en service du porte-avions français Bearn, en 1926, les modèles d'avions existants furent modifiés pour les adapter à l'utilisation sur porte-avions. Cette modification consista en l'adjonction d'une crosse d'appontage, et le renforcement de la cellule et du train d'atterrissage afin qu'ils supportent les efforts dus à l'appontage. 
Le Wibault 74 fut le premier chasseur embarqué sur le Bearn. Il était dérivé du Wibault 72, un avion de chasse basé à terre. De dimensions pratiquement identiques au Wibault 72, il été équipé d'un moteur Gnome et Rhône 9 de la même série Jupiter mais avec 60 ch de puissance en plus. La version « marine » avait pourtant des performances inférieures, ce qui est un bon exemple du handicap supporté par un appareil embarqué :
- Le Wibault 72, avec son moteur Gnome et Rhône 9Ac Jupiter de 420 ch et un poids de 1 518 kg, avait une vitesse maximale de 250 km/h et un plafond de 8 500 mètres.
- Le Wibault 74, avec son moteur de 480 ch pour une masse de 1 547 kg, atteignait seulement 219 km/h et 8 200 mètres[1].

À cette époque, les avions de la même catégorie construits à l'étranger (américains, britanniques) avaient conservé la conception générale des chasseurs de la Première Guerre mondiale : des biplans, aux ailes et au fuselage entoilés. 
Le Wibault 74 présentait plusieurs caractéristiques novatrices : 
- Une architecture monoplan à aile haute dite "parasol".
Le fait intéressant concernant les trois modèles de chasseurs français choisis pour être embarqués à bord du porte-avions (Wibault 74, Morane-Saulnier MS.226 et Loire-Gourdou-Leseurre 32) est qu'il s'agissait de monoplans à aile parasol, une modernité contrastant avec les chasseurs biplans alors en service dans les marines britannique, américaine et japonaise. La mise en service en 1927 d'un chasseur monoplan était en soi révolutionnaire, et sa configuration à aile parasol montrait qu'il avait fallu choisir entre plusieurs options afin d'obtenir la meilleure visibilité possible vers l'avant et vers le bas pour les opérations d'appontage[1].

- Une cellule entièrement métallique, comme le Wibault 72 dont il dérivait.
La construction entièrement métallique des avions était la spécialité de leur concepteur, Michel Wibault qui avait publié un livre sur ce sujet en 1925.

## Engagements
18 Wibault 74 et 18 Wibault 75 (version de reconnaissance) furent livrés à la marine française. Ils servirent à bord du Bearn jusqu'en 1934.

## Variantes
Le Wibault 75, version de reconnaissance, était muni d'une caméra.